# Semiothisa synegiata
Semiothisa synegiata är en fjärilsart som beskrevs av Achille Guenée 1858. Semiothisa synegiata ingår i släktet Semiothisa och familjen mätare. Inga underarter finns listade i Catalogue of Life.